# Yvon Moreau
Yvon-Joseph Moreau (Saint-Pascal, 29 ottobre 1941) è un vescovo cattolico canadese.

## Biografia
Nato a Saint-Pascal il 29 ottobre 1941, compie gli studi classici al Seminairio Saint-Alphonse di Sainte-Anne-de-Beaupré e al Collegio di Sainte-Anne-de-la-Pocatière e gli studi teologici al seminario maggiore del Québec. Ordinato sacerdote l'8 giugno 1968. Dal 1971 al 1973 insegna al seminario di Managua, in Nicaragua.
Nel 1984 emette la professione solenne nell'Ordine trappista, e nel 1990 è eletto abate dell'abbazia di Notre-Dame du Lac, a Oka.
Il 18 ottobre 2008 papa Benedetto XVI lo nomina vescovo di Sainte-Anne-de-la-Pocatière; riceve la consacrazione episcopale il 27 dicembre successivo dall'arcivescovo Luigi Ventura, nunzio apostolico in Canada.
L'8 dicembre 2017 papa Francesco accoglie la sua rinuncia al governo pastorale della diocesi per raggiunti limiti di età.

## Genealogia episcopale
La genealogia episcopale è:
- Cardinale Scipione Rebiba
- Cardinale Giulio Antonio Santori
- Cardinale Girolamo Bernerio, O.P.
- Arcivescovo Galeazzo Sanvitale
- Cardinale Ludovico Ludovisi
- Cardinale Luigi Caetani
- Cardinale Ulderico Carpegna
- Cardinale Paluzzo Paluzzi Altieri degli Albertoni
- Papa Benedetto XIII
- Papa Benedetto XIV
- Papa Clemente XIII
- Cardinale Marcantonio Colonna
- Cardinale Giacinto Sigismondo Gerdil, B.
- Cardinale Giulio Maria della Somaglia
- Cardinale Carlo Odescalchi, S.I.
- Vescovo Eugène de Mazenod, O.M.I.
- Cardinale Joseph Hippolyte Guibert, O.M.I.
- Cardinale François-Marie-Benjamin Richard de la Vergne
- Cardinale Pietro Gasparri
- Cardinale Clemente Micara
- Cardinale Antonio Samorè
- Cardinale Angelo Sodano
- Arcivescovo Luigi Ventura
- Vescovo Yvon-Joseph Moreau, O.C.S.O.